# Tour du Piémont 2021
Le Tour du Piémont 2021 (officiellement Gran Piemonte 2021) est la 105e édition de cette course cycliste masculine sur route. Il a lieu le 7 octobre 2021, sur une distance de 168 kilomètres entre Rocca Canavese et Borgosesia, dans le Piémont, en Italie. Il fait partie du calendrier UCI ProSeries 2021 en catégorie 1.Pro. C'est également la vingtième manche de la Coupe d'Italie. La course est remportée au sprint par Matthew Walls, devant Giacomo Nizzolo et Olav Kooij.

## Présentation
Le Tour du Piémont connaît en 2021 sa 105e édition. Il est organisé par RCS Sport, filiale du groupe RCS MediaGroup qui organise également le Tour d'Italie, Milan-San Remo, le Tour de Lombardie, Tirreno-Adriatico et Milan-Turin. Elle fait partie du calendrier de l'UCI ProSeries en catégorie 1.Pro. 

### Équipes
Vingt et une équipes sont au départ de la course : treize équipes UCI WorldTeam et huit UCI ProTeam.
| WorldTeams (13)- Astana-Premier Tech - Bahrain Victorious - Bora-Hansgrohe - Cofidis - Ineos Grenadiers - Intermarché-Wanty-Gobert Matériaux - Israel Start-Up Nation - Jumbo-Visma - Lotto Soudal - Movistar Team - Qhubeka NextHash - Trek-Segafredo - UAE Team Emirates ProTeams (8)- Androni Giocattoli-Sidermec - Bardiani CSF Faizanè - Eolo-Kometa - Euskaltel-Euskadi - Gazprom-RusVelo - Rally Cycling - Arkéa-Samsic - Vini Zabù |
| |

## Classement final
| \| Classement général \| Classement général \| Classement général \| Classement général \| Classement général \| \| Coureur \| Coureur \| Pays \| Équipe \| Temps \| \| ------------------ \| ------------------ \| ------------------ \| ---------------------------------- \| ------------------ \| \| 1er \| Matthew Walls \| Royaume-Uni \| Bora-Hansgrohe \| 3 h 34 min 47 s \| \| 2e \| Giacomo Nizzolo \| Italie \| Qhubeka NextHash \| + 0 s \| \| 3e \| Olav Kooij \| Pays-Bas \| Jumbo-Visma \| + 0 s \| \| 4e \| Matteo Trentin \| Italie \| UAE Team Emirates \| + 0 s \| \| 5e \| Biniam Girmay \| Érythrée \| Intermarché-Wanty-Gobert Matériaux \| + 0 s \| \| 6e \| Jakub Mareczko \| Italie \| Vini Zabù \| + 0 s \| \| 7e \| Riccardo Minali \| Italie \| Intermarché-Wanty-Gobert Matériaux \| + 0 s \| \| 8e \| Arvid de Kleijn \| Pays-Bas \| Rally Cycling \| + 0 s \| \| 9e \| Amaury Capiot \| Belgique \| Arkéa-Samsic \| + 0 s \| \| 10e \| Stefano Oldani \| Italie \| Lotto-Soudal \| + 0 s \| |                 |             |                                    |                 |
| |                 |             |                                    |                 |
| Source : ProCyclingStats |                 |             |                                    |                 |
| Classement général |                 |             |                                    |                 |
| Coureur | Coureur         | Pays        | Équipe                             | Temps           |
| 1er | Matthew Walls   | Royaume-Uni | Bora-Hansgrohe                     | 3 h 34 min 47 s |
| 2e | Giacomo Nizzolo | Italie      | Qhubeka NextHash                   | + 0 s           |
| 3e | Olav Kooij      | Pays-Bas    | Jumbo-Visma                        | + 0 s           |
| 4e | Matteo Trentin  | Italie      | UAE Team Emirates                  | + 0 s           |
| 5e | Biniam Girmay   | Érythrée    | Intermarché-Wanty-Gobert Matériaux | + 0 s           |
| 6e | Jakub Mareczko  | Italie      | Vini Zabù                          | + 0 s           |
| 7e | Riccardo Minali | Italie      | Intermarché-Wanty-Gobert Matériaux | + 0 s           |
| 8e | Arvid de Kleijn | Pays-Bas    | Rally Cycling                      | + 0 s           |
| 9e | Amaury Capiot   | Belgique    | Arkéa-Samsic                       | + 0 s           |
| 10e | Stefano Oldani  | Italie      | Lotto-Soudal                       | + 0 s           |

## Liste des participants
| Légende                             | Légende                                                                                                  | Légende                                | Légende                                                                                                  |
| ----------------------------------- | --- | -------------------------------------- | --- |
| Num                                 | Dossard de départ porté par le coureur sur ce Critérium du Dauphiné                                      | Pos                                    | Position finale au classement général                                                                    |
| Leader du classement général        | Indique le vainqueur du classement général                                                               | Leader du classement par points        | Indique le vainqueur du classement par points                                                            |
| Leader du classement de la montagne | Indique le vainqueur du classement de la montagne                                                        | Leader du classement du meilleur jeune | Indique le vainqueur du classement du meilleur jeune                                                     |
|                                     | Indique un maillot de champion national ou mondial, suivi de sa spécialité                               | #                                      | Indique la meilleure équipe                                                                              |
| NP                                  | Indique un coureur qui n'a pas pris le départ d'une étape, suivi du numéro de l'étape où il s'est retiré | AB                                     | Indique un coureur qui n'a pas terminé une étape, suivi du numéro de l'étape où il s'est retiré          |
| HD                                  | Indique un coureur qui a terminé une étape hors des délais, suivi du numéro de l'étape                   | *                                      | Indique un coureur en lice pour le classement du meilleur jeune (coureurs nés après le 1er janvier 1994) |

| Androni Giocattoli-Sidermec ANS | Androni Giocattoli-Sidermec ANS | Androni Giocattoli-Sidermec ANS |
| ------------------------------- | ------------------------------- | ------------------------------- |
| Num                             | Coureur                         | Pos                             |
| 1                               | Jhonatan Restrepo (COL)         | 37e                             |
| 2                               | Mattia Bais (ITA)               | 39e                             |
| 3                               | Leonardo Marchiori (ITA)        | 78e                             |
| 4                               | Filippo Tagliani (ITA)          | 22e                             |
| 5                               | Nicola Venchiarutti (ITA)       | 38e                             |
| 6                               | Mattia Viel (ITA)               | 48e                             |
| 7                               | Samuele Zambelli (ITA)          | 25e                             |

| Astana-Premier Tech APT | Astana-Premier Tech APT | Astana-Premier Tech APT |
| ----------------------- | ----------------------- | ----------------------- |
| Num                     | Coureur                 | Pos                     |
| 11                      | Alex Aranburu (ESP)     | 14e                     |
| 12                      | Fabio Felline (ITA)     | 63e                     |
| 13                      | Manuele Boaro (ITA)     | 134e                    |
| 14                      | Rodrigo Contreras (COL) | 96e                     |
| 15                      | Davide Martinelli (ITA) | 75e                     |
| 17                      | Matteo Sobrero (ITA)    | 90e                     |

| Bahrain Victorious TBV | Bahrain Victorious TBV        | Bahrain Victorious TBV |
| ---------------------- | ----------------------------- | ---------------------- |
| Num                    | Coureur                       | Pos                    |
| 21                     | Sonny Colbrelli (ITA) (route) | 19e                    |
| 22                     | Santiago Buitrago (COL)       | 105e                   |
| 23                     | Domen Novak (SLO)             | 133e                   |
| 24                     | Mark Padun (UKR)              | 99e                    |
| 25                     | Hermann Pernsteiner (AUT)     | 74e                    |
| 26                     | Dylan Teuns (BEL)             | 59e                    |
| 27                     | Stephen Williams (GBR)        | 121e                   |

| Bardiani CSF Faizanè BCF | Bardiani CSF Faizanè BCF | Bardiani CSF Faizanè BCF |
| ------------------------ | ------------------------ | ------------------------ |
| Num                      | Coureur                  | Pos                      |
| 31                       | Filippo Fiorelli (ITA)   | 47e                      |
| 32                       | Enrico Battaglin (ITA)   | 35e                      |
| 33                       | Luca Colnaghi (ITA)      | 23e                      |
| 34                       | Davide Gabburo (ITA)     | 17e                      |
| 35                       | Alessandro Tonelli (ITA) | 87e                      |
| 36                       | Enrico Zanoncello (ITA)  | 28e                      |
| 37                       | Samuele Zoccarato (ITA)  | 56e                      |

| Bora-Hansgrohe BOH | Bora-Hansgrohe BOH           | Bora-Hansgrohe BOH |
| ------------------ | ---------------------------- | ------------------ |
| Num                | Coureur                      | Pos                |
| 41                 | Emanuel Buchmann (GER)       | 111e               |
| 42                 | Giovanni Aleotti (ITA)       | 34e                |
| 43                 | Cesare Benedetti (POL)       | 71e                |
| 44                 | Felix Großschartner (AUT)    | 49e                |
| 45                 | Patrick Konrad (AUT) (route) | AB                 |
| 46                 | Matthew Walls (GBR)          | 1er                |
| 47                 | Ben Zwiehoff (GER)           | AB                 |

| Cofidis COF | Cofidis COF           | Cofidis COF |
| ----------- | --------------------- | ----------- |
| Num         | Coureur               | Pos         |
| 51          | Elia Viviani (ITA)    | 112e        |
| 52          | Natnael Berhane (ERI) | AB          |
| 53          | Simone Consonni (ITA) | 12e         |
| 54          | José Herrada (ESP)    | 89e         |
| 55          | Fabio Sabatini (ITA)  | 67e         |
| 56          | Hugo Toumire (FRA)    | 69e         |
| 57          | Attilio Viviani (ITA) | 92e         |

| Eolo-Kometa EOK | Eolo-Kometa EOK           | Eolo-Kometa EOK |
| --------------- | ------------------------- | --------------- |
| Num             | Coureur                   | Pos             |
| 61              | Manuel Belletti (ITA)     | 43e             |
| 62              | Vincenzo Albanese (ITA)   | 109e            |
| 63              | Mattia Frapporti (ITA)    | 80e             |
| 64              | Francesco Gavazzi (ITA)   | 79e             |
| 66              | Samuele Rivi (ITA)        | 130e            |
| 67              | Diego Pablo Sevilla (ESP) | 106e            |

| Euskaltel-Euskadi EUS | Euskaltel-Euskadi EUS | Euskaltel-Euskadi EUS |
| --------------------- | --------------------- | --------------------- |
| Num                   | Coureur               | Pos                   |
| 71                    | Joan Bou (ESP)        | 98e                   |
| 72                    | Jokin Aranburu (ESP)  | 70e                   |
| 73                    | Antonio Angulo (ESP)  | 127e                  |
| 74                    | Mikel Bizkarra (ESP)  | 85e                   |
| 75                    | Unai Iribar (ESP)     | 46e                   |
| 76                    | Mikel Iturria (ESP)   | 66e                   |
| 77                    | Txomin Juaristi (ESP) | 60e                   |

| Gazprom-RusVelo GAZ | Gazprom-RusVelo GAZ      | Gazprom-RusVelo GAZ |
| ------------------- | ------------------------ | ------------------- |
| Num                 | Coureur                  | Pos                 |
| 81                  | Marco Canola (ITA)       | 33e                 |
| 82                  | Igor Boev (RUS)          | 65e                 |
| 83                  | Sergey Chernetskiy (RUS) | 73e                 |
| 84                  | Damiano Cima (ITA)       | 52e                 |
| 85                  | Pavel Kochetkov (RUS)    | 72e                 |
| 86                  | Petr Rikunov (RUS)       | 112e                |
| 87                  | Dmitri Strakhov (RUS)    | 124e                |

| Ineos Grenadiers IGD | Ineos Grenadiers IGD    | Ineos Grenadiers IGD |
| -------------------- | ----------------------- | -------------------- |
| Num                  | Coureur                 | Pos                  |
| 91                   | Filippo Ganna (ITA)     | 116e                 |
| 92                   | Ethan Hayter (GBR)      | 11e                  |
| 93                   | Sebastián Henao (COL)   | 93e                  |
| 94                   | Luke Plapp (AUS)        | 120e                 |
| 95                   | Richie Porte (AUS)      | 123e                 |
| 96                   | Ben Swift (GBR) (route) | 21e                  |
| 97                   | Cameron Wurf (AUS)      | 125e                 |

| Intermarché-Wanty-Gobert Matériaux IWG | Intermarché-Wanty-Gobert Matériaux IWG | Intermarché-Wanty-Gobert Matériaux IWG |
| -------------------------------------- | -------------------------------------- | -------------------------------------- |
| Num                                    | Coureur                                | Pos                                    |
| 101                                    | Jan Bakelants (BEL)                    | 36e                                    |
| 102                                    | Jérémy Bellicaud (FRA)                 | 68e                                    |
| 103                                    | Stijn Daemen (NED)                     | 54e                                    |
| 104                                    | Théo Delacroix (FRA)                   | 128e                                   |
| 105                                    | Biniam Girmay (ERI)                    | 5e                                     |
| 106                                    | Riccardo Minali (ITA)                  | 7e                                     |
| 107                                    | Georg Zimmermann (GER)                 | NP                                     |

| Israel Start-Up Nation ISN | Israel Start-Up Nation ISN | Israel Start-Up Nation ISN |
| -------------------------- | -------------------------- | -------------------------- |
| Num                        | Coureur                    | Pos                        |
| 111                        | Omer Goldstein (ISR)       | 24e                        |
| 112                        | Daryl Impey (RSA)          | 88e                        |
| 113                        | Edo Goldstein (ISR)        | 31e                        |
| 115                        | Alastair Mackellar (AUS)   | 119e                       |
| 116                        | James Piccoli (CAN)        | 91e                        |
| 117                        | Guy Sagiv (ISR)            | 114e                       |

| Jumbo-Visma TJV | Jumbo-Visma TJV           | Jumbo-Visma TJV |
| --------------- | ------------------------- | --------------- |
| Num             | Coureur                   | Pos             |
| 121             | Edoardo Affini (ITA)      | 27e             |
| 122             | Koen Bouwman (NED)        | 41e             |
| 123             | Tobias Foss (NOR) (route) | 102e            |
| 124             | Michel Hessmann (GER)     | 126e            |
| 125             | Olav Kooij (NED)          | 3e              |
| 126             | Sepp Kuss (USA)           | 100e            |
| 127             | Gijs Leemreize (NED)      | 101e            |

| Lotto-Soudal LTS | Lotto-Soudal LTS        | Lotto-Soudal LTS |
| ---------------- | ----------------------- | ---------------- |
| Num              | Coureur                 | Pos              |
| 131              | Filippo Conca (ITA)     | 40e              |
| 132              | Steff Cras (BEL)        | 77e              |
| 133              | Matthew Holmes (GBR)    | 97e              |
| 134              | Tomasz Marczyński (POL) | 58e              |
| 135              | Sylvain Moniquet (BEL)  | 135e             |
| 136              | Stefano Oldani (ITA)    | 10e              |
| 137              | Maxim Van Gils (BEL)    | 30e              |

| Movistar Team MOV | Movistar Team MOV        | Movistar Team MOV |
| ----------------- | ------------------------ | ----------------- |
| Num               | Coureur                  | Pos               |
| 141               | Héctor Carretero (ESP)   | 84e               |
| 142               | Dario Cataldo (ITA)      | AB                |
| 143               | Nélson Oliveira (POR)    | 110e              |
| 144               | Einer Rubio (COL)        | 83e               |
| 145               | Gonzalo Serrano (ESP)    | 18e               |
| 146               | Marc Soler (ESP)         | 132e              |
| 147               | José Joaquín Rojas (ESP) | 16e               |

| Rally Cycling RLY | Rally Cycling RLY       | Rally Cycling RLY |
| ----------------- | ----------------------- | ----------------- |
| Num               | Coureur                 | Pos               |
| 151               | Nathan Brown (USA)      | 118e              |
| 152               | Arvid de Kleijn (NED)   | 8e                |
| 153               | Colin Joyce (USA)       | 20e               |
| 154               | Benjamin King (USA)     | 122e              |
| 155               | Emerson Oronte (USA)    | 104e              |
| 156               | Keegan Swirbul (USA)    | 86e               |
| 157               | Nickolas Zukowsky (CAN) | 50e               |

| Arkéa-Samsic ARK | Arkéa-Samsic ARK      | Arkéa-Samsic ARK |
| ---------------- | --------------------- | ---------------- |
| Num              | Coureur               | Pos              |
| 161              | Winner Anacona (COL)  | 82e              |
| 163              | Amaury Capiot (BEL)   | 9e               |
| 164              | Donavan Grondin (FRA) | 32e              |
| 165              | Kévin Ledanois (FRA)  | 115e             |
| 166              | Łukasz Owsian (POL)   | 64e              |
| 167              | Dayer Quintana (COL)  | 81e              |

| Qhubeka NextHash TQA | Qhubeka NextHash TQA     | Qhubeka NextHash TQA |
| -------------------- | ------------------------ | -------------------- |
| Num                  | Coureur                  | Pos                  |
| 171                  | Giacomo Nizzolo (ITA)    | 2e                   |
| 172                  | Victor Campenaerts (BEL) | 51e                  |
| 173                  | Luca Coati (ITA)         | 95e                  |
| 174                  | Andreas Stokbro (DEN)    | 45e                  |
| 175                  | Matteo Pelucchi (ITA)    | 136e                 |
| 176                  | Antonio Puppio (ITA)     | 29e                  |
| 177                  | Emil Vinjebo (DEN)       | 53e                  |

| Trek-Segafredo TFS | Trek-Segafredo TFS         | Trek-Segafredo TFS |
| ------------------ | -------------------------- | ------------------ |
| Num                | Coureur                    | Pos                |
| 181                | Matteo Moschetti (ITA)     | 13e                |
| 182                | Filippo Baroncini (ITA)    | 26e                |
| 183                | Asbjørn Hellemose (DEN)    | 76e                |
| 184                | Mattias Skjelmose (DEN)    | 131e               |
| 185                | Jacopo Mosca (ITA)         | 62e                |
| 186                | Toms Skujiņš (LAT) (route) | 108e               |
| 187                | Antonio Tiberi (ITA)       | 44e                |

| UAE Team Emirates UAD | UAE Team Emirates UAD       | UAE Team Emirates UAD |
| --------------------- | --------------------------- | --------------------- |
| Num                   | Coureur                     | Pos                   |
| 191                   | Matteo Trentin (ITA)        | 4e                    |
| 192                   | Valerio Conti (ITA)         | 57e                   |
| 193                   | Alessandro Covi (ITA)       | 94e                   |
| 194                   | Rafał Majka (POL)           | AB                    |
| 195                   | Jan Polanc (SLO)            | 61e                   |
| 196                   | Aleksandr Riabushenko (BLR) | 55e                   |
| 197                   | Maximiliano Richeze (ARG)   | 15e                   |

| Vini Zabù THR | Vini Zabù THR              | Vini Zabù THR |
| ------------- | -------------------------- | ------------- |
| Num           | Coureur                    | Pos           |
| 201           | Jakub Mareczko (ITA)       | 6e            |
| 202           | Gregorio Ferri (ITA)       | 113e          |
| 203           | Marco Frapporti (ITA)      | 107e          |
| 204           | Giulio Masotto (ITA)       | AB            |
| 205           | Davide Orrico (ITA)        | 129e          |
| 206           | Riccardo Stacchiotti (ITA) | 103e          |
| 207           | Ricardo Tosin (ITA)        | 42e           |

| Androni Giocattoli-Sidermec ANS | Androni Giocattoli-Sidermec ANS | Androni Giocattoli-Sidermec ANS |
| ------------------------------- | ------------------------------- | ------------------------------- |
| Num                             | Coureur                         | Pos                             |
| 1                               | Jhonatan Restrepo (COL)         | 37e                             |
| 2                               | Mattia Bais (ITA)               | 39e                             |
| 3                               | Leonardo Marchiori (ITA)        | 78e                             |
| 4                               | Filippo Tagliani (ITA)          | 22e                             |
| 5                               | Nicola Venchiarutti (ITA)       | 38e                             |
| 6                               | Mattia Viel (ITA)               | 48e                             |
| 7                               | Samuele Zambelli (ITA)          | 25e                             |

| Astana-Premier Tech APT | Astana-Premier Tech APT | Astana-Premier Tech APT |
| ----------------------- | ----------------------- | ----------------------- |
| Num                     | Coureur                 | Pos                     |
| 11                      | Alex Aranburu (ESP)     | 14e                     |
| 12                      | Fabio Felline (ITA)     | 63e                     |
| 13                      | Manuele Boaro (ITA)     | 134e                    |
| 14                      | Rodrigo Contreras (COL) | 96e                     |
| 15                      | Davide Martinelli (ITA) | 75e                     |
| 17                      | Matteo Sobrero (ITA)    | 90e                     |

| Bahrain Victorious TBV | Bahrain Victorious TBV        | Bahrain Victorious TBV |
| ---------------------- | ----------------------------- | ---------------------- |
| Num                    | Coureur                       | Pos                    |
| 21                     | Sonny Colbrelli (ITA) (route) | 19e                    |
| 22                     | Santiago Buitrago (COL)       | 105e                   |
| 23                     | Domen Novak (SLO)             | 133e                   |
| 24                     | Mark Padun (UKR)              | 99e                    |
| 25                     | Hermann Pernsteiner (AUT)     | 74e                    |
| 26                     | Dylan Teuns (BEL)             | 59e                    |
| 27                     | Stephen Williams (GBR)        | 121e                   |

| Bardiani CSF Faizanè BCF | Bardiani CSF Faizanè BCF | Bardiani CSF Faizanè BCF |
| ------------------------ | ------------------------ | ------------------------ |
| Num                      | Coureur                  | Pos                      |
| 31                       | Filippo Fiorelli (ITA)   | 47e                      |
| 32                       | Enrico Battaglin (ITA)   | 35e                      |
| 33                       | Luca Colnaghi (ITA)      | 23e                      |
| 34                       | Davide Gabburo (ITA)     | 17e                      |
| 35                       | Alessandro Tonelli (ITA) | 87e                      |
| 36                       | Enrico Zanoncello (ITA)  | 28e                      |
| 37                       | Samuele Zoccarato (ITA)  | 56e                      |

| Bora-Hansgrohe BOH | Bora-Hansgrohe BOH           | Bora-Hansgrohe BOH |
| ------------------ | ---------------------------- | ------------------ |
| Num                | Coureur                      | Pos                |
| 41                 | Emanuel Buchmann (GER)       | 111e               |
| 42                 | Giovanni Aleotti (ITA)       | 34e                |
| 43                 | Cesare Benedetti (POL)       | 71e                |
| 44                 | Felix Großschartner (AUT)    | 49e                |
| 45                 | Patrick Konrad (AUT) (route) | AB                 |
| 46                 | Matthew Walls (GBR)          | 1er                |
| 47                 | Ben Zwiehoff (GER)           | AB                 |

| Cofidis COF | Cofidis COF           | Cofidis COF |
| ----------- | --------------------- | ----------- |
| Num         | Coureur               | Pos         |
| 51          | Elia Viviani (ITA)    | 112e        |
| 52          | Natnael Berhane (ERI) | AB          |
| 53          | Simone Consonni (ITA) | 12e         |
| 54          | José Herrada (ESP)    | 89e         |
| 55          | Fabio Sabatini (ITA)  | 67e         |
| 56          | Hugo Toumire (FRA)    | 69e         |
| 57          | Attilio Viviani (ITA) | 92e         |

| Eolo-Kometa EOK | Eolo-Kometa EOK           | Eolo-Kometa EOK |
| --------------- | ------------------------- | --------------- |
| Num             | Coureur                   | Pos             |
| 61              | Manuel Belletti (ITA)     | 43e             |
| 62              | Vincenzo Albanese (ITA)   | 109e            |
| 63              | Mattia Frapporti (ITA)    | 80e             |
| 64              | Francesco Gavazzi (ITA)   | 79e             |
| 66              | Samuele Rivi (ITA)        | 130e            |
| 67              | Diego Pablo Sevilla (ESP) | 106e            |

| Euskaltel-Euskadi EUS | Euskaltel-Euskadi EUS | Euskaltel-Euskadi EUS |
| --------------------- | --------------------- | --------------------- |
| Num                   | Coureur               | Pos                   |
| 71                    | Joan Bou (ESP)        | 98e                   |
| 72                    | Jokin Aranburu (ESP)  | 70e                   |
| 73                    | Antonio Angulo (ESP)  | 127e                  |
| 74                    | Mikel Bizkarra (ESP)  | 85e                   |
| 75                    | Unai Iribar (ESP)     | 46e                   |
| 76                    | Mikel Iturria (ESP)   | 66e                   |
| 77                    | Txomin Juaristi (ESP) | 60e                   |

| Gazprom-RusVelo GAZ | Gazprom-RusVelo GAZ      | Gazprom-RusVelo GAZ |
| ------------------- | ------------------------ | ------------------- |
| Num                 | Coureur                  | Pos                 |
| 81                  | Marco Canola (ITA)       | 33e                 |
| 82                  | Igor Boev (RUS)          | 65e                 |
| 83                  | Sergey Chernetskiy (RUS) | 73e                 |
| 84                  | Damiano Cima (ITA)       | 52e                 |
| 85                  | Pavel Kochetkov (RUS)    | 72e                 |
| 86                  | Petr Rikunov (RUS)       | 112e                |
| 87                  | Dmitri Strakhov (RUS)    | 124e                |

| Ineos Grenadiers IGD | Ineos Grenadiers IGD    | Ineos Grenadiers IGD |
| -------------------- | ----------------------- | -------------------- |
| Num                  | Coureur                 | Pos                  |
| 91                   | Filippo Ganna (ITA)     | 116e                 |
| 92                   | Ethan Hayter (GBR)      | 11e                  |
| 93                   | Sebastián Henao (COL)   | 93e                  |
| 94                   | Luke Plapp (AUS)        | 120e                 |
| 95                   | Richie Porte (AUS)      | 123e                 |
| 96                   | Ben Swift (GBR) (route) | 21e                  |
| 97                   | Cameron Wurf (AUS)      | 125e                 |

| Intermarché-Wanty-Gobert Matériaux IWG | Intermarché-Wanty-Gobert Matériaux IWG | Intermarché-Wanty-Gobert Matériaux IWG |
| -------------------------------------- | -------------------------------------- | -------------------------------------- |
| Num                                    | Coureur                                | Pos                                    |
| 101                                    | Jan Bakelants (BEL)                    | 36e                                    |
| 102                                    | Jérémy Bellicaud (FRA)                 | 68e                                    |
| 103                                    | Stijn Daemen (NED)                     | 54e                                    |
| 104                                    | Théo Delacroix (FRA)                   | 128e                                   |
| 105                                    | Biniam Girmay (ERI)                    | 5e                                     |
| 106                                    | Riccardo Minali (ITA)                  | 7e                                     |
| 107                                    | Georg Zimmermann (GER)                 | NP                                     |

| Israel Start-Up Nation ISN | Israel Start-Up Nation ISN | Israel Start-Up Nation ISN |
| -------------------------- | -------------------------- | -------------------------- |
| Num                        | Coureur                    | Pos                        |
| 111                        | Omer Goldstein (ISR)       | 24e                        |
| 112                        | Daryl Impey (RSA)          | 88e                        |
| 113                        | Edo Goldstein (ISR)        | 31e                        |
| 115                        | Alastair Mackellar (AUS)   | 119e                       |
| 116                        | James Piccoli (CAN)        | 91e                        |
| 117                        | Guy Sagiv (ISR)            | 114e                       |

| Jumbo-Visma TJV | Jumbo-Visma TJV           | Jumbo-Visma TJV |
| --------------- | ------------------------- | --------------- |
| Num             | Coureur                   | Pos             |
| 121             | Edoardo Affini (ITA)      | 27e             |
| 122             | Koen Bouwman (NED)        | 41e             |
| 123             | Tobias Foss (NOR) (route) | 102e            |
| 124             | Michel Hessmann (GER)     | 126e            |
| 125             | Olav Kooij (NED)          | 3e              |
| 126             | Sepp Kuss (USA)           | 100e            |
| 127             | Gijs Leemreize (NED)      | 101e            |

| Lotto-Soudal LTS | Lotto-Soudal LTS        | Lotto-Soudal LTS |
| ---------------- | ----------------------- | ---------------- |
| Num              | Coureur                 | Pos              |
| 131              | Filippo Conca (ITA)     | 40e              |
| 132              | Steff Cras (BEL)        | 77e              |
| 133              | Matthew Holmes (GBR)    | 97e              |
| 134              | Tomasz Marczyński (POL) | 58e              |
| 135              | Sylvain Moniquet (BEL)  | 135e             |
| 136              | Stefano Oldani (ITA)    | 10e              |
| 137              | Maxim Van Gils (BEL)    | 30e              |

| Movistar Team MOV | Movistar Team MOV        | Movistar Team MOV |
| ----------------- | ------------------------ | ----------------- |
| Num               | Coureur                  | Pos               |
| 141               | Héctor Carretero (ESP)   | 84e               |
| 142               | Dario Cataldo (ITA)      | AB                |
| 143               | Nélson Oliveira (POR)    | 110e              |
| 144               | Einer Rubio (COL)        | 83e               |
| 145               | Gonzalo Serrano (ESP)    | 18e               |
| 146               | Marc Soler (ESP)         | 132e              |
| 147               | José Joaquín Rojas (ESP) | 16e               |

| Rally Cycling RLY | Rally Cycling RLY       | Rally Cycling RLY |
| ----------------- | ----------------------- | ----------------- |
| Num               | Coureur                 | Pos               |
| 151               | Nathan Brown (USA)      | 118e              |
| 152               | Arvid de Kleijn (NED)   | 8e                |
| 153               | Colin Joyce (USA)       | 20e               |
| 154               | Benjamin King (USA)     | 122e              |
| 155               | Emerson Oronte (USA)    | 104e              |
| 156               | Keegan Swirbul (USA)    | 86e               |
| 157               | Nickolas Zukowsky (CAN) | 50e               |

| Arkéa-Samsic ARK | Arkéa-Samsic ARK      | Arkéa-Samsic ARK |
| ---------------- | --------------------- | ---------------- |
| Num              | Coureur               | Pos              |
| 161              | Winner Anacona (COL)  | 82e              |
| 163              | Amaury Capiot (BEL)   | 9e               |
| 164              | Donavan Grondin (FRA) | 32e              |
| 165              | Kévin Ledanois (FRA)  | 115e             |
| 166              | Łukasz Owsian (POL)   | 64e              |
| 167              | Dayer Quintana (COL)  | 81e              |

| Qhubeka NextHash TQA | Qhubeka NextHash TQA     | Qhubeka NextHash TQA |
| -------------------- | ------------------------ | -------------------- |
| Num                  | Coureur                  | Pos                  |
| 171                  | Giacomo Nizzolo (ITA)    | 2e                   |
| 172                  | Victor Campenaerts (BEL) | 51e                  |
| 173                  | Luca Coati (ITA)         | 95e                  |
| 174                  | Andreas Stokbro (DEN)    | 45e                  |
| 175                  | Matteo Pelucchi (ITA)    | 136e                 |
| 176                  | Antonio Puppio (ITA)     | 29e                  |
| 177                  | Emil Vinjebo (DEN)       | 53e                  |

| Trek-Segafredo TFS | Trek-Segafredo TFS         | Trek-Segafredo TFS |
| ------------------ | -------------------------- | ------------------ |
| Num                | Coureur                    | Pos                |
| 181                | Matteo Moschetti (ITA)     | 13e                |
| 182                | Filippo Baroncini (ITA)    | 26e                |
| 183                | Asbjørn Hellemose (DEN)    | 76e                |
| 184                | Mattias Skjelmose (DEN)    | 131e               |
| 185                | Jacopo Mosca (ITA)         | 62e                |
| 186                | Toms Skujiņš (LAT) (route) | 108e               |
| 187                | Antonio Tiberi (ITA)       | 44e                |

| UAE Team Emirates UAD | UAE Team Emirates UAD       | UAE Team Emirates UAD |
| --------------------- | --------------------------- | --------------------- |
| Num                   | Coureur                     | Pos                   |
| 191                   | Matteo Trentin (ITA)        | 4e                    |
| 192                   | Valerio Conti (ITA)         | 57e                   |
| 193                   | Alessandro Covi (ITA)       | 94e                   |
| 194                   | Rafał Majka (POL)           | AB                    |
| 195                   | Jan Polanc (SLO)            | 61e                   |
| 196                   | Aleksandr Riabushenko (BLR) | 55e                   |
| 197                   | Maximiliano Richeze (ARG)   | 15e                   |

| Vini Zabù THR | Vini Zabù THR              | Vini Zabù THR |
| ------------- | -------------------------- | ------------- |
| Num           | Coureur                    | Pos           |
| 201           | Jakub Mareczko (ITA)       | 6e            |
| 202           | Gregorio Ferri (ITA)       | 113e          |
| 203           | Marco Frapporti (ITA)      | 107e          |
| 204           | Giulio Masotto (ITA)       | AB            |
| 205           | Davide Orrico (ITA)        | 129e          |
| 206           | Riccardo Stacchiotti (ITA) | 103e          |
| 207           | Ricardo Tosin (ITA)        | 42e           |